# Bandera de Moldàvia
La bandera de la República de Moldàvia és un dels símbols nacionals de la República de Moldàvia. Es tracta d'una bandera formada per tres franges verticals de colors blau (el més proper al màstil), groc (al centre) i vermell (a la part exterior). Al centre apareix l'escut nacional, format una àguila que subjecta l'escut amb les armes del país. L'aparició d'aquest escut serveix per distingir la bandera moldava de la romanesa, nació amb qui comparteix cultura, llengua i, fins a la Segona Guerra Mundial, una administració comuna.
Aquesta bandera va ser adoptada pel parlament moldau el 12 de maig de 1990, abans fins i tot de proclamar la independència del país de la Unió Soviètica, que va tenir lloc el 27 d'agost de 1991.

## Diferència entre l'anvers i el revers
Tal com passa amb les banderes del Paraguai i l'Aràbia Saudita, la bandera de Moldàvia és una de les que tenen diferents l'anvers i el revers. Tot i així, i malgrat que la llei indica que el revers no ha de contenir l'escut moldau, és força habitual veure banderes amb el mateix anvers i revers.

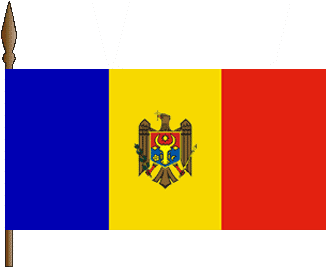
Anvers de la bandera de Moldàvia
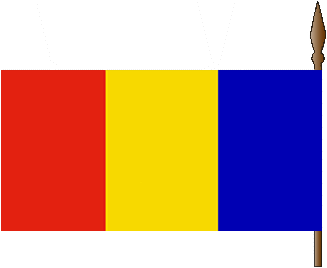
Revers de la bandera de Moldàvia

## Construcció i dimensions
Les mides per a la construcció de la bandera estan establertes per llei (LPC217/2010) de 2010 i es descriuen en l'annex 1.

Plantilla de construcció de la bandera.

### Colors
Pel que fa als colors la llei LPC217 de 2010 en l'annex 2 estableix les "Recomanacions tècniques pel que fa a l'observança de matisos i proporcions cromàtiques en la fabricació i reproducció de la Bandera de l'Estat".
| Model de color | Blau de Berlin | Groc Cromat | Vermell Vermió | Marró        | Verd         |
| -------------- | -------------- | ----------- | -------------- | ------------ | ------------ |
| Pantone        | 293C           | 109C        | 186C           | 4645C        | 3415C        |
| CMYK           | 97-81-0-0      | 1-15-100-0  | 13-100-90-4    | 28-15-68-7   | 100-26-86-14 |
| RGB            | 0, 70, 174     | 255, 210, 0 | 204, 9, 47     | 176, 126, 91 | 02, 122, 80  |
| HTML           | 0046AE         | FFD200      | CC092F         | B07E5B       | 007A50       |

## Banderes històriques
Romania i Moldàvia són històricament i culturalment gairebé idèntiques, per això, les banderes que té o ha tingut Moldàvia són molt semblants.
El 1924, la bandera era completament vermella, amb la falç i el martell, i les lletres PCCM (RSSM en cirílic) escrites en color daurat sota el símbol comunista. Abans de la bandera actual, durant el temps de la República Socialista Soviètica de Moldàvia, s'utilitzava la típica bandera vermella amb la falç i el martell daurats a la cantonada superior més propera al màstil, i una franja horitzontal verda al centre. Aquesta bandera va ser aprovada el 31 de gener de 1952.

Consell Nacional de Moldàvia (Sfatul Țării) (1917)
República Democràtica de Moldàvia (1917–1918)
RSSA de Moldavia (1924-1952)
RSS de Moldàvia (1952-1990)